# Dělení růží
Dělení růží je součást vítkovské a tedy i rožmberské rodové mytologie označující rozdělení rodu Vítkovců Vítkem I. mezi pět jeho synů, kteří následně založili vlastní tzv. vítkovské rozrody, v závěru 12. století. Ačkoliv tak formálně došlo k rozdělení rodu Vítkovců na pány z Krumlova, pány z Hradce, Rožmberky a na pány z Třeboně, hlásily se tyto nástupnické rozrody nadále k velkému rodu Vítkovců a samotná legenda odkazovala na pospolitost všech pánů z Růže.
Ač samotný akt slavnostního rozdělení Vítkem I. není historicky doložen, je i dnes Dělení růží vnímáno jako důležitý mezník v dějinách jižních Čech.

## Pozadí legendy
Český šlechtic a významný dvořan krále Vladislava II. Vítek I. z Prčice ovládl v dobách rané feudální kolonizace českého pohraničí v průběhu druhé poloviny 12. století rozsáhlá území v jižních Čechách. Kvůli rozlehlosti nově nabytých panství zabírajících většinu jižních Čech se Vítek I. před svou smrtí v roce 1194 rozhodl rozdělit rodové statky mezi pět svých synů. 

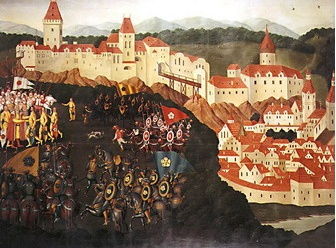
Dělení růží pod Krumlovským zámkem

Podle pověsti tak učinil během slavnostního aktu, během nějž každému ze svých pěti synů přidělil znak s pětilistou šípkovou růží různé barvy a s ním i část jihočeských držav. Třebaže se v průběhu staletí jména jeho synů měnila, v současnosti převládá verze legendy, která nejvíce odpovídá historické realitě. Vítek I. měl čtyři manželské syny Vítka II., Jindřicha, Vítka III. a Vítka IV. a pravděpodobně i jednoho levobočka zvaného Sezema. Všichni Vítkovi synové se následně zvali pány z Růže, tedy nadále Vítkovci, avšak zároveň se stali zakladateli vlastních rozrodů se starým titulem pánů:
- Vítek II. starší, prvorozený syn, obdržel v erb zelenou růží na stříbrném poli a stal se předkem pánů z Krumlova
- Jindřich, zřejmě druhorozený, získal erb se zlatou růží na poli modrém a stal se prvním pánem z Hradce
- Vítek III. mladší obdržel červenou růží na stříbrném poli a založil rod pánů z Rožmberka
- Vítek IV. byl nejmladší syn, který obdržel růží stříbrnou na červeném poli a jehož potomci se zvali páni z Landštejna a Třeboně

- Sezema, možný Vítkův levoboček, získal dle legendy černou růži na zlatém poli a založil Sezimovo Ústí

## Jiné varianty
V nejstarším známém a zároveň nejvíce ahistorickém zápisu figurují namísto původních bratrů bratři Hynek, Sezema, Jan, Hrdoň a Záviš. V jiném pak například Jindřich, Vilém, Smil, Vok a Sezima. 

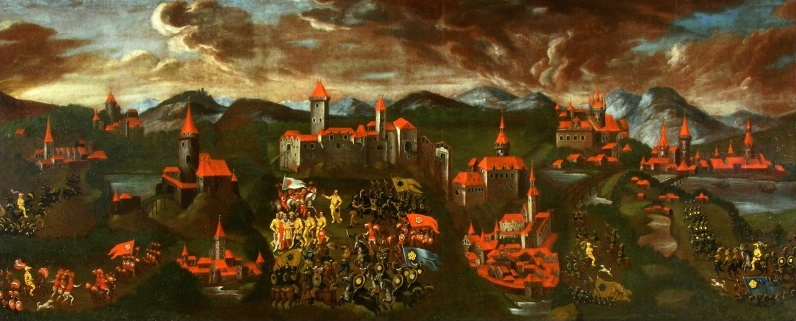
Vyobrazení Dělení růží od Antonína Streera s Krumlovským zámkem uprostřed

Jelikož ve středověké rožmberské historiografii splynuli páni z Krumlova cíleně v Rožmberky, vytrácejí se z legendy již v 15. století a v 17. století je jejich původní jméno zcela zapomenuto. V legendě o Dělení růží tak páni z Rožmberka vystupují nejenom jako hlavní dědicové Vítka I., ale zároveň jako dědicové krumlovského panství, třebaže v oné době ještě Krumlovský hrad nestál.
Na vyobrazení scény Dělení růží od 16. století objednaných Rožmberky tak Vítek II. starší z Krumlova chybí a naopak jsou zobrazeni páni ze Stráže a páni z Ústí jako dva samostatné a původní rody, třebaže se jedná o mladší větve rodu pánů z Hradce, které se oddělily až ve 13. století. Páni ze Stráže měli v erbu modrou růži na zlatém poli a páni z Ústí, přezdívaní Sezimové z Ústí, s ohledem na shodu jmen a místa jejich sídla bývali ve středověku mylně identifikováni jako potomci původního Sezemy z Ústí, levobočka Vítka I., a v erbu nosili černou růži na zlatém poli.